# مینباشیلی (جبراییل)
مینباشیلی یک منطقه مسکونی در جمهوری آرتساخ است که در استان هادروت واقع شده است. مینباشیلی از سال ۱۹۹۳ میلادی تخت کنترل نیروهای ارمنستان است.